# Kraanium
Kraanium är ett norskt brutal death metal-band, grundat 2001 av tvillingbröderna Martin och Mats Funderud. Första demon, släppt 2002, är inspirerad av grindcore och deathgrind. Debutalbumet från 2008, Ten Acts of Sickening Perversity, har bland annat brutal tortyr, extremvåld och nekrofili som teman.
Kraanium är sajnat på etiketten Comatose Music, som även har Bloodsoaked och ett fyrtiotal andra band i sitt stall.

## Medlemmar
Nuvarande medlemmar
- Mats Funderud – gitarr, bakgrundssång (2001– )
- Jason Varlamos – gitarr (2015– )
- Mika da Costa – basgitarr (2017– )
- Jack Christensen – sång (2017– )
- Tobias Tellenbach – trummor (2019– )

Tidigare medlemmar
- Andreas Paulsen – basgitarr (2001–?)
- Martin Funderud – sång (2001–2017; död 2017)
- Vidar Ermesjø – gitarr (2002–2015)
- Johnny Jawless (Jonas Dedekam) – trummor (2006–2009)
- Ian Slemming – basgitarr (2006–2015)
- Hannes Nystèn – trummor (2010–2011)
- Mitch Rider – trummor (2012, 2015–2016)
- Brad Wroe – basgitarr (2015)
- Ivan Rasstrigin – basgitarr (2016–2017)
- Erhan Karaca – trummor (2016–2019)

Turnerande medlemmar
- Matthew Green – trummor (U.S.A tour 2012)
- Fredrik Widigs - trummor (2009–2011)
- Victor Parri – trummor (2013–2015)
- Patrick Küng – basgitarr (2015)
- Luka Vezzosi – trummor (2016– )
- Meik Grziwa – sång (2017)
- Andreas Tseung – sång (2017)
- Philipp Heckel – sång (2017)
- Tobias Tellenbach – trummor (2018–2019)
- Olli Wetterstrand – basgitarr (2018– )

## Diskografi
Demo
- 2002 – No Respect for the Dead
- 2007 – Promo 2007
- 2008 – Promo 2008

Studioalbum
- 2008 – Ten Acts of Sickening Perversity
- 2009 – The Art of Female Sodomy
- 2012 – Post Mortal Coital Fixation
- 2015 – Chronicles of Perversion
- 2018 – Slamchosis

Samlingsalbum
- 2019 – Double Promo Penetration

Annat
- 2010 – Goresoaked Slamassacre (split med Dormant Carnivore och Epicardiectomy)
- 2017 – The Kraanialepsy Split (split med Analepsy)